# Acid house
Pour les articles homonymes, voir Acid.
Pour le film, voir Acid House (film).
Genres dérivés
New beat, acid techno, acid trance, goa trance, psychedelic trance, melbourne bounce et prémices aux différentes musiques électroniques de rave par la suite.
Genres associés
New beat en Belgique puis en France, en Allemagne, aux Pays-Bas
L'acid house est un genre de musique électronique dérivé de la house, ayant émergé aux alentours des années 1980 à Chicago, aux États-Unis. Il se caractérise par une basse analogique créée par un synthétiseur-séquenceur Roland TB-303. L'acid house se répand au Royaume-Uni et en Europe dans les rave parties. À la fin des années 1980, l'acid house se développe dans la scène musicale britannique, où elle sera influencée par les directions pop et dance. Des éléments sonores acid house ont été ajoutés à d'autres styles musicaux comme la trance, la trance goa, la trance psychédélique, le breakbeat, le big beat, et la techno.

## Histoire

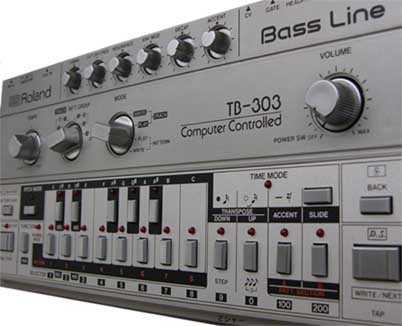
Le synthétiseur Roland TB-303 produisait le son typique de la musique acid house.

### Origines
Les premiers exemples d'acid house varient selon les points de vue. Quelques critiques considèrent la chanson Acid Tracks de Phuture comme l'un des premiers exemples du genre. DJ Pierre explique qu'il aurait pu apparaître durant 1985, mais ne l'a pas été avant 1987. Un autre critique vise le disque microsillon intitulé I've Lost Control de Sleezy D. paru en 1986, sur lequel il est impossible de savoir quelle chanson a été composée en premier. Charanjit Singh est aussi cité comme précurseur du genre avec l'album Ten Ragas to A Disco Beat paru en 1982.

### Mouvement à Chicago
Les premières musiques acid house ont été produites à Chicago, dans l'Illinois, aux États-Unis. Phuture — un groupe fondé par Nathan « DJ Pierre » Jones, Earl « Spanky » Smith Jr., et Herbert « Herb J » Jackson — est crédité pour avoir utilisé pour la première fois le synthétiseur TB-303 dans le contexte house (l'instrument est apparu vers 1983 en disco grâce à Alexander Robotnick). La chanson du groupe, Acid Tracks, d'une durée de 12 minutes, a été enregistrée sur cassette audio puis jouée par le DJ Ron Hardy au Music Box, dans lequel il était résident. Hardy l'aurait jouée environ quatre fois jusqu'à ce que le public l'acclame. La scène house de Chicago connaît un fort déclin à cause des interventions de police durant les soirées. Les ventes déclinent et, en 1988, le genre ne vendait qu'un dixième de ses produits contrairement à l'époque durant laquelle il avait atteint son pic de popularité. Cependant, la house, en particulier l'acid house, connaît un regain de popularité dans la scène musicale britannique.

### Scène house londonienne
Le club londonien Shoom ouvre en novembre 1987 et devient l'un des premiers clubs à présenter l'acid house à l'audience britannique. Il est inauguré par Danny Rampling et son épouse, Jenny. Le club présentait une atmosphère digne des rave parties et de l'acid house. Cette période débute dans ce que nombreux adeptes appellent Second Summer of Love, un mouvement crédité par une baisse du hooliganisme dans les stades de football : plutôt que de se battre, les supporters écoutaient de la musique tout en consommant de l'ecstasy.
Un autre club, appelé Trip, est ouvert en juin 1988 par Nicky Holloway. Trip a été directement construit pour une audience acid house. Les soirées étaient intenses et duraient jusqu'à 3 h du matin. Cependant, la police passait et intervenait régulièrement dans la rue. Dès lors, des manifestations anti-club ont lieu et les soirées prennent difficilement place à cette même période. À Londres, les clubs en soirée étaient considérés comme illégaux à la fin des années 1980. Cependant, cette loi n'empêchait pas l'audience à danser toute la nuit. D'autres clubs font ensuite leur apparition comme Sunrise, qui organisait de grosses soirées à l'extérieur, et Revolution in Progress (RIP), connu pour son atmosphère sombre et sa musique bruitistes organisé dans des entrepôts ou à Clink Street, une boîte londonienne qui se déroule dans une prison désaffectée.
Sunrise organise de grosses soirées acid house au Royaume-Uni, ce qui attire l'attention médiatique. Le club lance même des campagnes publicitaires pour son système sonore, des mixsets de disc-jockeys venant de l'étranger, et d'autres attractions. De nombreux articles parlent dès lors de la popularité grandissante de ces soirées, mais plus particulièrement des consommations de drogues et des bagarres qui s'y déroulent. Le terme d'« acid house » est désormais couramment utilisé, et les participants aux soirées acid house au Royaume-Uni et à Ibiza, participent à des soirées uniquement basées sur la consommation de drogues comme l'ecstasy et le LSD,,. L'acid house s'associe au MDMA et à des smileys à New York fin 1988. Parallèlement, le lien entre acid house et drogues se précise dans les articles de presse, malgré des conflits d'opinion. L'acid house se popularise également à Manchester. Le Thunderdome in Miles Platting est l'épicentre de la scène et popularise des musiciens tels que 808 State et Jay Wearden. Le genre est également très répandu chez les hooligans au football.

### Attention médiatique

Le smiley jaune, emblème de l'acid house.

Fin des années 1980 et début des années 1990, les articles de presse s'intéressent de très près à la scène acid house/rave, en particulier de son lien entre musique et drogues psychédéliques. La nature diabolisante de la presse a contribué à l'exclusion de l'acid house lors de son émergence à la radio, à la télévision, et dans les points de vente britannique. L'hystérie de la presse débute en 1988, lorsque le journal The Sun, qui avait prôné la musique acid house une semaine avant, décide de changer son opinion. Le 19 octobre, le journal affiche le titre de Evils of Ecstasy (« Les méfaits de l'Ecstasy ») et fait le lien entre la scène acid house et une nouvelle drogue inconnue à cette époque. Cet article mène à de nombreuses interventions policières et a un impact profond et négatif sur ce genre musical. Cependant, une chanson échappe à cette diabolisation en novembre 1988. Stakker Humanoid, produit par Brian Dougans (futur membre du groupe Future Sound of London), est un franc succès, pas seulement lors de sa diffusion au club londonien Shoom, mais également dans les classements nationaux. Elle atteint la 17e place des UK charts en novembre 1988, ce qui mène à l'apparition de Dougans au Top of the Pops le 1er décembre 1988.
Les fans britanniques d'acid house et de rave utilisent un smiley jaune en guise de symbole et emblème de la scène musicale.

### Proto-acid house
En 2010, des articles émettent l'hypothèse de la parution d'un album en 1982 du genre par la suite appelé acid house. L'album, Synthesizing: Ten Ragas to a Disco Beat, est composé par Charanjit Singh, un musicien originaire de Mumbai, présentant une sonorité indienne mélangée à du disco,. L'album a été enregistré avec l'usage similaire du synthétiseur Roland qui sera utilisé pour composer de l'acid house : la TR-808, en particulier la TB-303, que Singh était l'un des premiers musiciens à utiliser. L'album est un échec commercial en Inde puis a été oublié à cette même période, avant de refaire surface en 2002, puis réédité en 2010,,.

## Étymologie
Il existe des explications conflictuelles sur l'origine du terme acid et la manière dont il a été amené à décrire ce genre dérivé de la house.
Certains attribuent le terme à la chanson de Phuture, intitulée Acid Tracks, jouée par le disc-jockey Ron Hardy en boîte de nuit pendant que le public ingérait des drogues psychédéliques. Les patrons du club la surnommaient Ron Hardy's Acid Track (ou Ron Hardy's Acid Trax). Cette chanson est parue sous le titre d'Acid Trax au label de Larry Sherman, Trax Records, en 1987. Les sources diffèrent concernant la manière dont Phuture ou Sherman ont choisi de la nommer ; le disc-jockey de Phuture, DJ Pierre, explique que le groupe avait choisi ce nom car la chanson était déjà connue sous ce titre, mais Sherman explique avoir choisi ce titre car la musique lui rappelait l'acid rock. Néanmoins, après la parution de la chanson, le terme d'« acid house » prenait de plus en plus d'importance dans les conversations.
D'autres, cependant, pensent qu'il s'agit d'une référence à l'« acid » et au drogues psychédéliques en général, comme le LSD et la célèbre MDMA. Selon Rietveld, auteur de l'ouvrage This is Our House: House Music, Cultural Spaces and Technologies, il s'agissait du défaut attribué à la house originaire de Chicago, dans un club comme The Music Box, qui en avait fait son principal commerce. Dans le contexte de la chanson Acid Tracks, il indique davantage un concept plutôt que l'utilisation des psychotropes en elle-même.
D'autres désapprouvent les connotations psychédéliques. Une théorie, estimant le terme acid comme une référence dérogatoire à l'utilisation de samples dans l'acid house, a souvent été évoquée dans la presse et dans le British House of Commons. Dans cette théorie, le terme d' acid provient d'un terme argotique, « acid burning », auquel l'Oxford Dictionary of New Words attribue la définition de « vol. » Avec l'utilisation de samples dans l'acid house, ce genre musical peut être considérée comme une musique « qui vole le son d'autres musiques. » En 1991, l'avocat britannique Paul Staines (en) explique avoir inventé cette théorie pour décourager l'adoption d'une législation anti-rave party par le gouvernement,.
D'autres encore accusent Genesis P-Orridge d'avoir inventé le terme pour le single de Psychic TV, Tune In (Turn on the Acid House). Certains expliquent qu'il a mélangé les mots acid et house après les avoir vus séparément sur deux couvertures différentes qu'il a aperçues dans un magasin de disques à Chicago. D'autres, dont P-Orridge lui-même, disent avoir acheté des disques sous le label acid. Une autre histoire explique que ce label était une référence à un liquide corrosif, mais que P-Orridge l'avait confondu avec du LSD. Le rôle de P-Orridge est discrédité par le critique musical Simon Reynolds qu'il décrit comme un « mythe égoïste » et par Fred Giannelli, un autre membre de Psychic TV.

## Popularité
L'acid house est un sous-genre musical qui a aidé à la popularisation de la musique house dans le monde entier. Des éléments sonores d'acid house ont été, par ailleurs, ajoutés à d'autres genres de musiques électroniques comme la trance, la trance goa, la trance psychédélique, le breakbeat, le big beat, la techno et le trip hop.

## Artistes notables
- 808 State : groupe britannique originaire de Manchester, formé en 1988. Leur premier album, Newbuild, se rattache à l'acid house, et des influences d'acid house se font sentir sur les morceaux plus récents ;
- Acid Junkies : Paranoid Experience ;
- Adonis : H.O.U.S.E., Clap Me, The Poke ;
- A Guy Called Gerald : Voodoo Ray ;
- Aphex Twin : pour ses anciens morceaux comme les Analogue Bubblebath, ainsi que Analord (2005) ;
- Bomb The Bass : Into The Dragon
- Armando : 100% of Disin' You, The Future, Land Of Confusion, Radikal Bitch ;
- Ceephax Acid Crew: artiste de la fin des années 1990 mais qui emprunte à l'acid house son esthétique et ses méthodes ;
- Daft Punk : Rollin' & Scratchin' , Rock'n Roll, Burnin'  ;
- Keith Farley : maître de la house de Chicago, dont l'incursion la plus marquante dans l'acid house est The Acid Life ;
- Fast Eddie : élément imparable de la scène house de Chicago, qui sort Acid Thunder (1987) avant de devenir un maître de la hip-house ;
- Hardfloor ;
- The KLF : pionniers du son « stadium house », qui mêle acid house, hip-hop, pop, et des influences rock ;
- Kevin Saunderson : maître de la techno de Detroit, qui s'oriente vers le son acid avec des titres comme Rock To The Beat et The Groove That Won't Stop ;
- Luke Vibert : acid house moderne ;
- Maurice : This is Acid, The Other Side ;
- Mike Ink : un des pionniers allemands de la musique électronique, qui s'est fait connaître avec des productions purement acid house (telles que son bien nommé We Call it Acid)
- Larry Heard : musicien de Chicago, pionnier de la deep house qui a par ailleurs signé son lot de morceaux acid house, notamment Washing Machine (1986) et Acid Attack (1988) ;
- Phuture : groupe de Chicago, pionnier de l'acid house, connu particulièrement pour son single Acid Tracks (1987) mais auquel on doit également d'autres pépites du genre telles que Slam, The Creator, We Are Phuture et Jiggerwatts.
- Psychic TV : collectif mené par l'ex-Throbbing Gristle, Genesis P-Orridge, pour des albums tels que Jack The Tab (1988). Le terme « acid house » apparaît la première fois sur la pochette de leur single Superman 1985 ;
- The Shamen : groupe Techno d'Aberdeen en Écosse, formé en 1986. L'un des premiers groupes à introduire les sons acid house et techno dans la pop ;
- Sleezy D : I've Lost Control (1986), produit par Adonis et Marshall Jefferson et l'une des premières véritables créations acid house ;
- Todd Terry : Can You Party, classique du genre paru sous le pseudonyme de Royal House ;
- Tyree Cooper : Acid Over ;
- Woody McBride (alias DJ ESP) : grand nom de la scène techno des années 1990 mélangeant rythmes techno et sons acid ;
- Kirkish Crew : Grande star du Underground Grenoblois, il revisite les classiques du genre sur fond de LSD power ;
- Laurent Garnier : notamment le titre de 13 minutes Acid Eiffel
- Fatboy Slim : Everybody needs a 303
- Jean-Jacques Perrey & Luke Vibert : Moog Acid 138
- Hithouse : R.O.B.'s Acid Hell (Hithouse) 1989